# Larysa Poznyak
Larysa Poznyak (Oekraïens: Лариса Позняк) (30 mei 1985) is een Oekraïense presentatrice en model.

## Carrière
Nadat ze gekroond werd tot Miss Oekraïne deed ze modellenwerk voor onder andere Roberto Cavalli, Nicola Berti, Effat Yari en Bebe. Verder deed ze onder andere shoots voor FHM, Inside Sport en Maxim. Sinds 2004 is ze presentatrice bij Fashion TV en in 2008 was ze tweemaal gastpresentatrice bij Red Eye w/ Greg Gutfeld, een satirische late-night talkshow op Fox News Channel. Ze werd in 2008 door het tijdschrift Maxim uitgeroepen tot meest sexy badpakmodel ter wereld.